# Милиарди (сериал)
„Милиарди“ (на английски: Billions) е американски драматичен сериал, чиято премиера е на 17 януари 2016 г. по Showtime. Главните роли се изпълняват от Пол Джиамати и Деймиън Люис.
На 8 май 2019 г. сериалът е подновен за пети сезон, който започва на 3 май 2020 г. През октомври 2020 г. е подновен за шести сезон, който започва на 23 януари 2022 г. На 15 февруари 2022 г. е подновен за седми сезон, а през юни 2023 г. става ясно, че той ще е последен и премиерата му ще е на 11 август. Последният епизод е излъчен на 29 октомври 2023 г.

## „Милиарди“ в България
В България сериалът започва излъчване на 11 март 2019 г. по БНТ 1 с разписание от понеделник до сряда от 22:00. Първи сезон завършва на 10 април. На 28 април 2020 г. започва втори сезон от понеделник до четвъртък от 23:30 и завършва на 21 май. На 27 август започва трети сезон, всеки делник от 22:00. На 2 септември пети епизод от трети сезон е излъчен почти до половината, когато е прекъснат от новинарска емисия на живо, свързана с протестите в България от 2020 г. Пълният епизод е излъчен часове по-късно на 3 септември от 03:55. Сезонът приключва на 16 септември.
Ролите се озвучават от артистите Гергана Стоянова, София Джамджиева, Христо Узунов, Николай Николов, Станислав Димитров в първи и втори сезон, Чавдар Монов от трети сезон и Даниел Цочев.